# Șaman

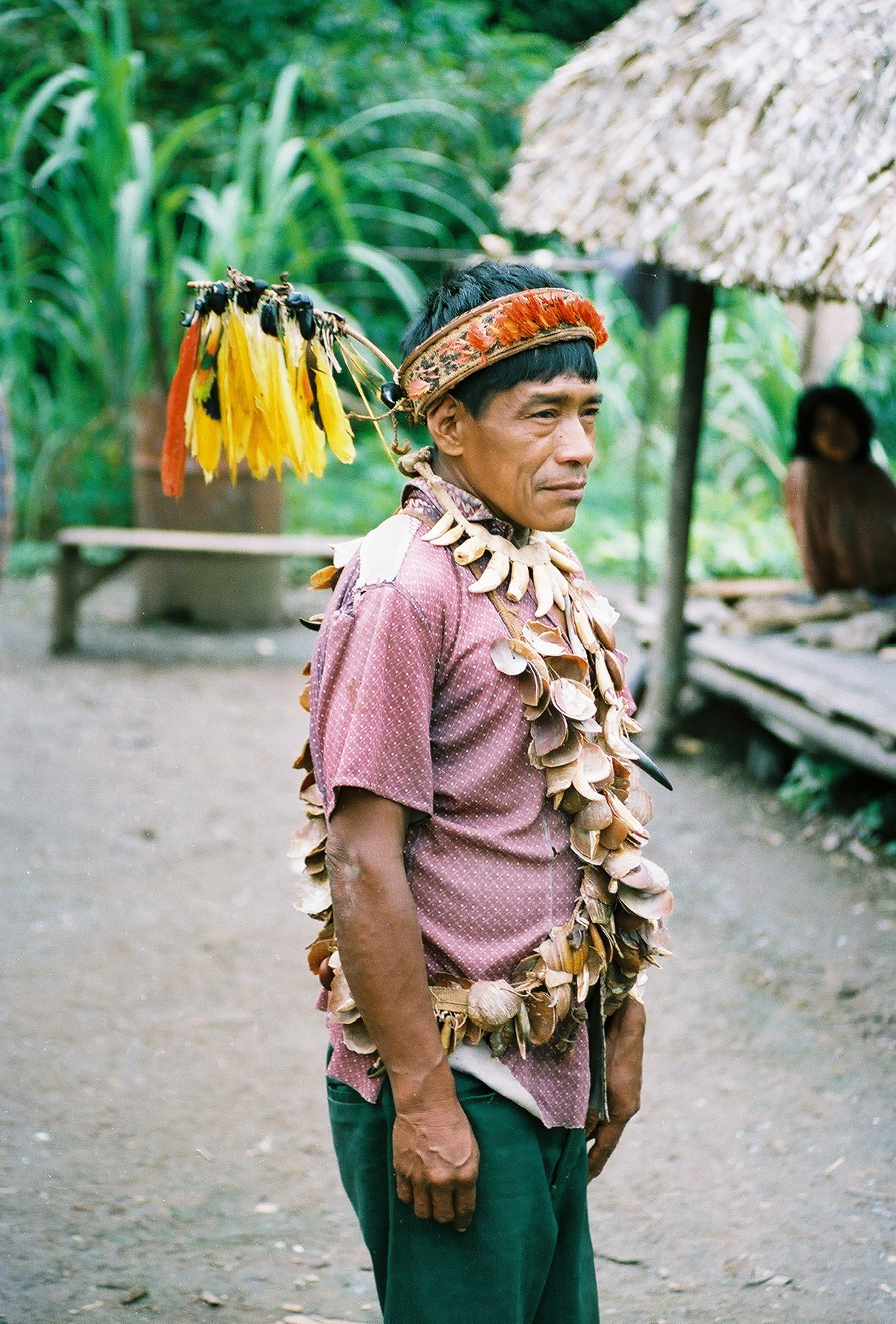
Șaman Urarina, 1988

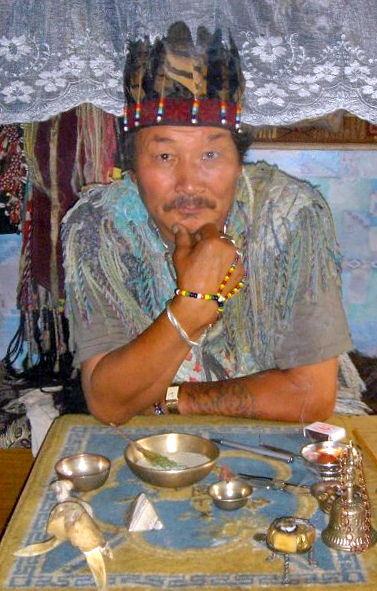
Doctor șaman din Kîzîl.

Șamanul este o persoană care îndeplinește o funcție religioasă, constând într-o relație extatică formalizată și instituțională cu ființe supraumane, spirite ancestrale sau demoni.
Studiile religioase și de etnologie au scos în evidență faptul că fenomenul șamanismului, asociat în trecut aproape exclusiv cu zona Siberiei Centrale (evenki, buriați), a fost prezent în multe alte sisteme de credințe de pe toate continentele. Mircea Eliade a fost unul din principalii cercetători ai șamanismului. 
Cuvântul „șaman” provine din limba populației est-siberiene evenki, care face parte din grupa limbilor tunguze. În manciuriană el este numit sama, iar în limba populației nanai siaman. Cuvântul provine din verbul sa și corespunde termenului românesc „vraci” sau „vrăjitoare”. 
Funcția șamanică are patru caracteristici de bază: 
- Șamanul acționează în stare de extaz. Aceasta presupune intrarea în transă prin ritmul dansului sau lovirea tobei, timp în care șamanul experimentează abandonarea spirituală a propriului său corp. Astfel, el intră în contact cu lumea supraumană, efectuează o călătorie în paradis sau coboară în lumea subterană, întâlnește spirite călăuzitoare, prietenoase sau ostile și își îndeplinește misiunea.[3]
- Șamanul are legături în „lumea de dincolo”. Forța șamanului constă în legăturile sale cu spiritele puternice și influente din lumea de dincolo.[4] În lupta cu unele dintre ele, șamanul se sprijină pe ajutorul oferit de alte spirite. Prin urmare, șamanul nu este o persoană care vrea să facă aceste activități, ci cel care a fost ales de spirite și introdus în „acea lume”.
- Șamanul este un element permanent al vieții sociale, fiind indispensabil comunității din care face parte. Datorită inițierii sale, șamanul deține cunoștințe utile necesare în situații dificile atunci când trebuie să călătorească în lumea de dincolo pentru a-i ajuta pe unii indivizi sau pe întreaga comunitate.[5]
- Șamanul își desfășoară activitatea din motive altruiste. În general, cele mai importante două sarcini ale sale sunt: 
  - escortarea morților până în viața de apoi - morții au nevoie de protecție în ultima lor călătorie, deoarece înainte de a ajunge la sfârșitul ei îi așteaptă mari pericole; șamanul conduce sufletele morților prin lumea de dincolo până la porțile locului lor de odihnă;[6]
  - readucerea sufletului rătăcitor al persoanelor bolnave - boala este cauzată de obicei de plecarea sufletului sau de distrugerea sufletului de către cel rău; rolul unui șaman este să găsească un suflet rătăcitor în lumea de dincolo și să-l readucă bolnavilor, ocolind eventual spiritele rele, nefavorabile și dăunătoare.[7]

Persoana șamanului, atributele și ritualurile sale diferă în funcție de epocă, regiune și cultură. În general, însă, elementele permanente tipice șamanului sunt transa și dansul pe ritmul tobelor, care-l ajută să intre simbolic în diferite lumi situate pe Arborele Cosmic, precum și îmbrăcămintea care simbolizează zborurile extatice (ca de exemplu, penele). 
Șamanismul nu este o religie, ci este un element caracteristic și foarte comun al credințelor animiste. 
Până la începutul secolului al XX-lea șamanismul a fost practicat pe scară largă de toate popoarele indigene din Siberia. După Revoluția din Octombrie a început exterminarea șamanilor și eradicarea credințelor vechi ale popoarelor sibiene, fiind construite școli și spitale care urmau să umple golul lăsat de dispariția șamanului. Șamanismul s-a mai practicat doar în cele mai greu accesibile regiuni ale țării. Cu câțiva ani în urmă au început să reapară șamanii, dar numărul lor este foarte mic și multe rituri și tradiții au dispărut fără urmă. 